# Eagles Hockey Club
| Europapokalbilanz Herren Feld |                          |        |       |            |
| Jahr                          | Wettbewerb               | Niveau | Platz | Ort        |
| 1990                          | Cup Winners Cup          | 1      | 11    | Barcelona  |
| 1991                          | Cup Winners Trophy       | 2      | 2     | Gibraltar  |
| 1992                          | Cup Winners Trophy       | 2      | 2     | Swansea    |
| 1993                          | Cup Winners Trophy       | 2      | 4     | Zagreb     |
| 1994                          | Club Champions Challenge | 3      | 1     | Gibraltar  |
| 1995                          | Cup Winners Trophy       | 2      | 5     | Brüssel    |
| 1996                          | Cup Winners Trophy       | 2      | 5     | Gibraltar  |
| 1997                          | Cup Winners Trophy       | 2      | 7     | Llanishen  |
| 1998                          | Club Champions Trophy    | 2      | 4     | Brasschaat |
| 1999                          | Club Champions Trophy    | 2      | 2     | Mailand    |
| 2000                          | Club Champions Cup       | 1      | 7     | Cannock    |
| 2001                          | Club Champions Trophy    | 2      | 5     | Antwerpen  |
| 2002                          | Club Champions Trophy    | 2      | 7     | Wettingen  |
| 2003                          | Club Champions Challenge | 3      | 3     | Sofia      |
| 2004                          | Cup Winners Trophy       | 2      | 7     | Wien       |
| 2006                          | Cup Winners Trophy       | 2      | 7     | Wien       |
| 2007                          | Cup Winners Challenge    | 3      | 3     | Corradino  |
| 2010                          | Club Challenge IV        | 6      | 1     | Albena     |
| 2012                          | Club Challenge           | 3      | 3     | Zagreb     |
| 2013                          | Club Challenge           | 3      | 5     | Prag       |
| 2014                          | Club Challenge II        | 4      | 5     | Slagelse   |
| 2015                          | Club Challenge II        | 4      | 3     | Lousada    |

Der Eagles Hockey Club ist ein Hockey-Verein aus Gibraltar. Unter den momentan fünf bestehenden Herrenhockeyclubs von Gibraltar sind die 1960 gegründeten Eagles nach den Grammarians HC der zweitälteste. Spielstätte des in Orange und Weiß spielenden Vereins ist das Hockeystadion im Komplex des Victoria Stadium unmittelbar neben der Landebahn des Flughafens von Gibraltar. 2013 vertritt der Eagles HC Gibraltar bei der ersten Euro Hockey Challenge. 

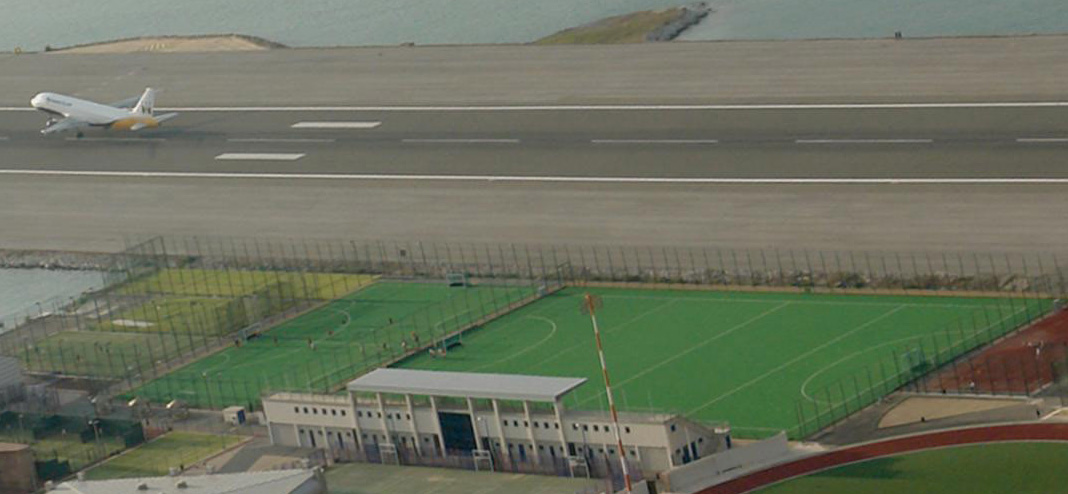
Das Hockeystadion von Gibraltar

Den größten internationalen Erfolg erreichte der Club bei der EuroHockey Club Champions Trophy 1999. Dort unterlag das Team erst im Endspiel dem italienischen Vertreter Cernusco 1:2. Der zweite Platz bei dem Turnier bedeutete aber den Aufstieg für Gibraltar in den Club Champions Cup 2000. Dort traten wieder die Eagles an und erreichten nur den letzten Platz, was den direkten Wiederabstieg bedeutete. 2010 gewann der Verein die sechstklassige Euro Hockey Challenge IV durch ein 2:0 gegen den SK Senkvice aus der Slowakei.

## Weblink
- Facebookseite des Clubs